# Groot Laar
Groot Laar is een gehucht in de Belgische provincie Oost-Vlaanderen, gelegen op de grens van de gemeente Sint-Gillis-Waas en van Vrasene in de gemeente Beveren-Kruibeke-Zwijndrecht.
Het gehucht ligt bijna twee kilometer ten oosten van het dorpscentrum van Sint-Gillis-Waas en 2,5 kilometer ten westen van het dorpscentrum van Vrasene. Een kilometer ten noordoosten ligt het gehucht Klein Laar, een kilometer ten noordwesten het gehucht Okkevoorde.

## Geschiedenis
De kaart van Fricx uit het begin van de 18de eeuw duidt de plaatsnaam Gros Laer aan. De Ferrariskaart uit de jaren 1770 toont het gehucht Het Grootlaer, afhankelijk van Vrasene.
Op het eind van het ancien régime, toen tijdens de Franse bezetting op het eind van de 18de eeuw de gemeenten werden gecreëerd, werd het gehucht ondergebracht in de gemeente Vrasene.
De Atlas der Buurtwegen uit 1841 en de Vandermaelenkaart uit het midden van de 19de eeuw tonen het gehucht Groot Laer.
Bij de gemeentelijke herindeling van 1977 werd een afgelegen stuk grondgebied, met daarin onder meer het westelijk deel van Groot Laer, van de gemeente Vrasene afgesplitst en overgeheveld naar de gemeente Sint-Gillis-Waas. Vrasene zelf werd een deelgemeente van fusiegemeente Beveren. Groot Laar kwam zo op een gemeentegrens te liggen.
Deelgemeenten: De Klinge · Meerdonk · Sint-Gillis-Waas · Sint-Pauwels

Overige plaatsen: 't Kalf · 't Hol · Hoogeinde · Okkevoorde · Peisels en Verre

Belgische gemeenten · Arrondissement Sint-Niklaas · Oost-Vlaanderen · Vlaanderen
Deelgemeenten: Bazel · Beveren · Burcht · Doel · Haasdonk · Kallo · Kieldrecht · Kruibeke · Melsele · Rupelmonde · Verrebroek · Vrasene · Zwijndrecht

Overige dorpen en gehuchten: Beestenhoek · Bloempot · De Bank · Doorn · Es · Gaverland ·  Geslecht · Groot Laar · Halve Maan · Hoogeinde · Hoogstraat · Kalishoek (Doel) · Kalishoek (Melsele) · Kemphoek · Klein Laar · Melseledijk· Mosselbank (Haasdonk) · Mosselbank (Vrasene) · Nieuwe Parochie · Ouden Doel · Oudendijk · Ponjaard · Prosperpolder · Puiput · Rapenberg · Rapenburg · Saftingen · Sint-Antoniushoek · Smoutpot · Stenen Kruis · Tijskenshoek · Vendoorn · Verrebroekse Blikken · Vijfstraten · Vliegenstal · Voshoek · Westakkers · Wilden Haan · Zillebeek · Zwaantje

Belgische gemeenten · Arrondissement Sint-Niklaas · Oost-Vlaanderen · Vlaanderen